# وست لاورس
وست لاورس (به انگلیسی: West Lulworth) یک روستا و محله مدنی در بریتانیا است که در Purbeck واقع شده‌است. وست لاورس ۷۱۴ نفر جمعیت دارد.